# Tristan Degreef
Tristan Degreef (* 19. Januar 2005 in Löwen) ist ein belgischer Fußballspieler, der beim RSC Anderlecht in der belgischen Division 1A spielt.

## Karriere
Degreef begann seine Karriere beim RSC Anderlecht.  Am 28. Januar 2024 gab er im Heimspiel gegen den Royale Union Saint-Gilloise sein Debüt in der Division 1A.
In der Saison 2024/25 wurde er auch in der U23-Mannschaft, die in der Division 1B spielt, eingesetzt.